# Ela (canção de Andromache)

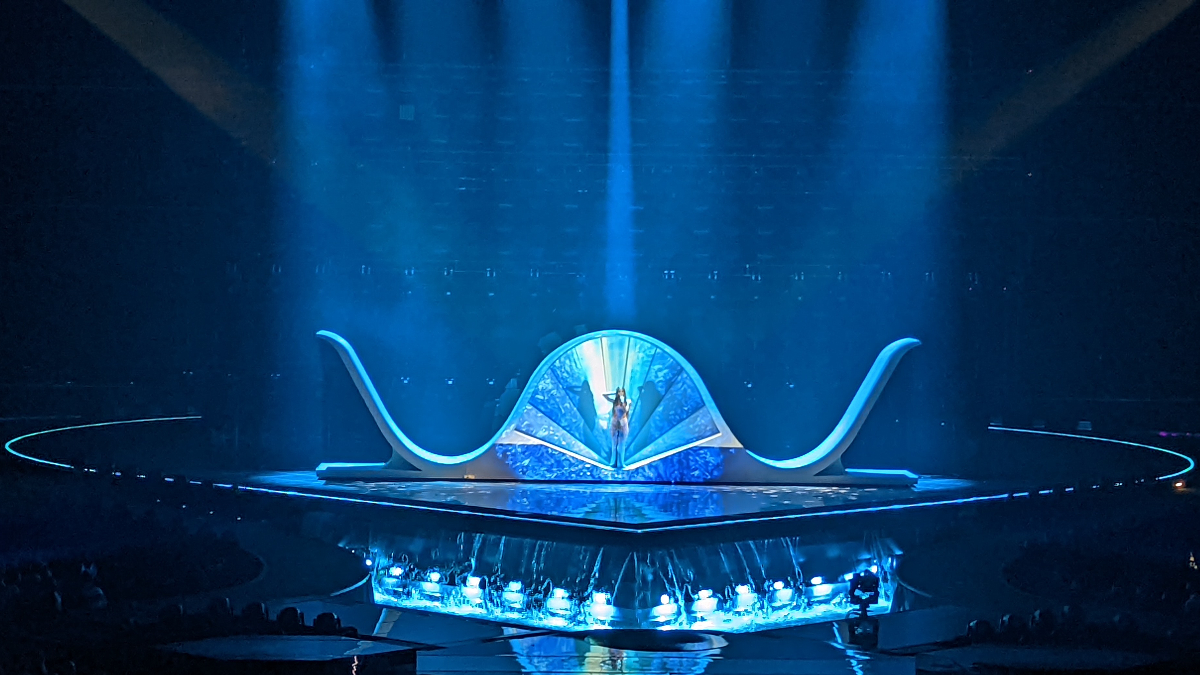
Eurovision 2022, performance da música "Ela", na arena Pala Olímpico em Turin, Itália

"Ela" (em grego: Έλα; em português: Vem) é a canção que representou o Chipre no Festival Eurovisão da Canção 2022 que teve lugar em Turim. A canção foi selecionada através de uma seleção interna. Na semifinal do dia 12 de maio, a canção não constou de entre os dez qualificados, pois terminou a semifinal em 12º lugar com 63 pontos.